# Франко Ді Джакомо
Франко Ді Джакомо (італ. Franco Di Giacomo; 18 вересня 1932 — 30 квітня 2016) — італійський кінематографіст.
Народившись в Аматриче (Рієті), він виграв у 1983 році премію Давида ді Донателло за найкращу операторську роботу у фільмі братів Тавіані «Ніч Святого Лоренцо». Він також працював, серед інших, з Нанні Моретті, Етторе Скола, Марко Белоккіо, Майклом Редфордом, Бернардо Бертолуччі, Діно Рісі, Микитою Михалковим та Маріо Монічеллі. У 2000 році Джакомо отримав премію Флаяно за свою кар'єру.

## Вибрана фільмографія
- 1970 — Найвродливіша дружина
- 1972 — Хто бачив її смерть?
- 1973 — Тоска
- 1973 — Зоряний пил
- 1975 — Качка під апельсиновим соусом
- 1978 — Кохані мої
- 1980 — День, коли помер Христос
- 1982 — Бонні і Клайд по-італійськи
- 1982 — Ніч Святого Лоренцо
- 1987 — Очі чорні
- 1994 — Поштар